# New Lisbon Township
New Lisbon Township est un township, situé dans le comté de Stoddard, dans le Missouri, aux États-Unis,.